# KGHM Dialog Polish Indoors 2007
Il KGHM Dialog Polish Indoors 2007 è stato un torneo di tennis facente parte della categoria ATP Challenger Series nell'ambito dell'ATP Challenger Series 2007. Il torneo si è giocato a Breslavia in Polonia dal 5 all'11 febbraio 2007 su campi in cemento indoor e aveva un montepremi di $125 000.

## Vincitori

### Singolare
Werner Eschauer ha battuto in finale  Tomáš Zíb con il punteggio di 5–7, 6–4, 6–4

### Doppio
Lukáš Rosol /  Jan Vacek hanno battuto in finale  Michal Mertiňák /  Jean-Claude Scherrer con il punteggio di 7–5, 7–6(4)